# Kalanchoe spathulata

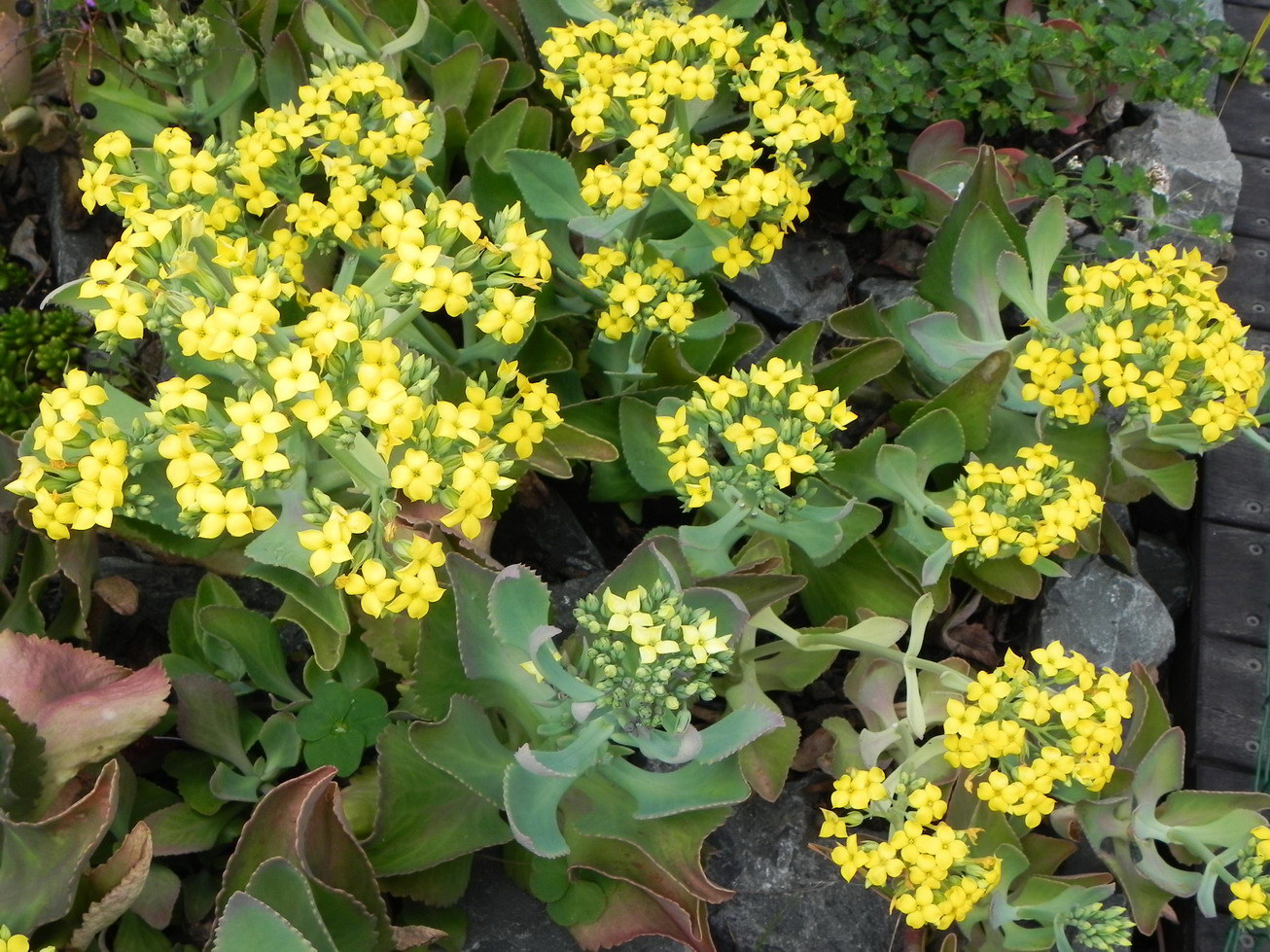
Kalanchoe spathulata

Kalanchoe spathulata és una espècie de planta suculenta del gènere Kalanchoe, que pertany a la família Crassulaceae.

## Descripció
És una planta perenne, glabra o glandulosa-pubescent per dalt, de 30 a 120 cm d'alçada.
Les tiges són fortes, de 5 a 15 mm de gruix, de teretes a gairebé de 4 angles, erectes o decumbents.
Les fulles són sèssils o subpeciolades, carnoses, glabres, ovades, oblongues a espatulades-oblongues, de 3 a 25 cm de llarg i d'1,5 a 10 cm d'ample, fulles inferiors subpeciolades, fulles superiors més distants, esdevenint molt estretes, de vegades 3-foliolades, punta atenuada-obtusa, base amplexicaule o eixamplada en un pecíol molt curt, amb marges sencers a lleugerament dentats o crenats irregularment.
Les inflorescències són terminals o axil·lars, amb denses panícules cimoses de moltes flors de 5 a 20 cm d'amplada, pedicels de 5 a 20 mm.
Les flors són erectes; tub de calze de ±1 mm; sèpals triangulars, oblongs a lanceolats, aguts a acuminats, de 4 a 10 mm de llarg i d'uns 2 mm d'ample; corol·la de color groc clar, urceolada, glabra; tub cilíndric a gairebé 4 angles, eixamplat a la base, 10 - 25 mm; pètals estesos, àmpliament lanceolats a el·líptics-ovats, aguts o poc acuminats, de 8 a 10 mm de llarg i de 4 a 5 mm d'ample; estams lleugerament sobresortints fins a gairebé inclosos.
Aquest és l'únic tàxon asiàtic amb una àmplia distribució a les regions tropicals i subtropicals d'Àsia. Es considera una cura per al còlera a l'Índia i, segons sembla, és fortament purgant. Per a les cabres i el bestiar, les plantes d'aquesta espècie semblen ser tòxiques. Les fulles i el suc de la planta tenen diferents usos medicinals.

## Distribució
Planta molt estesa a Àsia (Índia, Himàlaia, Tailàndia, Birmània, Malàisia, Vietnam, Xina, Taiwan, Filipines, Japó). Creix en indrets rocosos, de 300 a 1500 m d'altitud.

## Taxonomia
Kalanchoe spathulata va ser descrita per Augustin Pyramus de Candolle (DC) i publicada a Plantarum Historia Succulentarum. Histoire des Plantes Grasses. Paris. t. 65. 1801.

#### Etimologia
Kalanchoe: nom genèric que deriva de la paraula cantonesa "Kalan Chauhuy", 伽藍菜 que significa 'allò que cau i creix'.
spathulata : epítet llatí que significa 'amb forma de cullera', en referència a la forma espatulada de les fulles.

#### Sinonímia
- Cotyledon spathulata (DC) Poiret, 1811
- Vereia acutiflora Andrews (1809) / Kalanchoe acutiflora (Andrews) Haworth (1812)
- Kalanchoe varians Haworth (1829)
- Bryophyllum serratum Blanco (1837)
- Cotyledon lanceolata Blanco (1837)
- Kalanchoe nudicaulis Hamilton ex C.B.Clarke (1879)